# Catocala hymenaea
Catocala hymenaea är en fjärilsart som beskrevs av Ignaz Schiffermüller 1776. Catocala hymenaea ingår i släktet Catocala och familjen nattflyn. Inga underarter finns listade i Catalogue of Life.